# 黃建宏
黃建宏（Huang Chien-Hung，1968年12月1日—）是一位台灣的大學教授、策展人和詩人。

## 生平
出生于台灣高雄，畢業於東海大學化學系，之後前往巴黎。在賈克·洪席耶的指導下於2004年取得巴黎第八大學哲學所美學組博士。
2005年起先後任教於世新大學廣電系、台南藝術大學造形藝術研究所、國立臺北藝術大學藝術跨域研究所副教授，2017年任國立高雄師範大學跨領域藝術研究所副教授兼任所長，2018年起擔任國立臺北藝術大學藝術跨域研究所副教授兼任所長，2019年起接任關渡美術館館長。
研究領域包括影像研究、美學理論、當代藝術思潮、哲學、策展。書寫內容著墨在電影、影像、當代藝術與表演藝術的評論，見於《電影欣賞》、《今藝術》、《當代藝術與投資》、《藝術家》。並從事法國當代理論，如吉爾·德勒茲、尚·布希亞與賈克·洪席耶等人著作的翻譯。

## 著作
- 2009年：《CO-Q》（與蘇育賢合著）
- 2010年：《一種獨立論述》（2010）
- 2010年《從電影看：當代藝術的電影痕跡與自我建構》譯文論集（合編）
- 2011年《渾變：編織未知的亞洲工作日誌》（與後藤繁雄合編，2011）
- 2013年《蒙太奇的微笑：城市影像/空間/跨領域》（2013）
- 2015年《電影，劇場和運動》
- 2017年《N度亞洲：穿越劇調研》
- 2019年《潛殖絮語》

## 翻譯
- 2002年《獨特物件－建築與哲學的對話》（合譯）
- 2003年《電影 I：運動．影像》
- 2003年《電影II ：時間．影像》
- 2003年《波灣戰爭不曾發生》（合譯）
- 2011年《影像的宿命》

## 策展
- 2007年：國立臺灣美術館線上展覽《Ex-ception》
- 2009年：《S-HOMO》
- 2009年：《後地方 ：post.o》
- 2010年：中國OCAT合作策展《從電影看》
- 2011年：《渾變New Directions: Trans-Plex Weaving Platform》台日交流展（與後藤繁雄共同策展）
- 2011年：視盟藝博會《日光浴》特展
- 2012年：日本藝術團隊Chim-Pom於台灣的《美麗世界：倖存之舞》
- 2012年：臺北當代藝術館《心動EMU》特展（與張晴文共同策展）
- 2013年：《台灣分裂2.0 》（Schizophrenia Taiwan 2.0，2013）（共同策展）
- 2014年：《NG的羅曼史》、《運動之後：穆勒咖啡之夜》（Post-Movement，2014）
- 2015年：韓國ACC亞洲文化殿堂《穿越劇：在台灣各階段生命政治與運動的檔案文件史》
- 2015年：2015年起與神谷幸江（Yukie Kamiya）、金宣廷（Sunjung Kim）、盧迎華（Carol Yinghua Lu）共同策畫《失調的和諧》（discordant harmony）系列展覽，分別於韓國Art Sonje Center（2015）、日本廣島市立當代美術館（2015）、臺灣關渡美術館（2016）、北京中間美術館（2017）展出。
- 2016年：海馬迴光畫館《檔案穿越法》（2016）
- 2018年：就在藝術空間《就在『時區』Voir làin Time Zones》十週年特別計劃首檔展覽《3D  Sunset城·世靈魂：法哈廷·奧倫利Fahrettin Örenli個展》（2018）
- 2018年：臺北當代藝術館《穿越-正義：科技@潛殖》
- 2019年：臺北當代藝術館《災難的靈視 Co/Inspiration in Catastrophes》（與潘小雪共同策展）
- 2019年：TAO ART《酷兒藝境 Queering Umwelt》(Tao Art Space)
- 2020年：關渡美術館《五月共感：民主中的众流》